# Torntuppen (TV-serie)
Torntuppen är en dramaserie från 1996, producerad av SVT Malmö. Serien regisserades av Jan Hemmel och huvudrollerna spelas av Ingvar Hirdwall och Anita Ekström. Serien bygger på Jan Fridegårds romaner Torntuppen från 1941 och Porten kallas trång från 1952.